# Киндыктыкуль
Киндыктыкуль — высокогорное озеро в Республике Алтай, Россия. Расположено в юго-восточной части республики, поблизости от границы с Монголией. Площадь озера — 2,8 км², длина — 2,45 км, ширина — 1,75 км. Площадь водосборного бассейна — 49,5 км². Лежит на высоте 2463,6 метра над уровнем моря. Через озеро протекает река Нарын-Гол. Водится хариус.

## Этимология
Киндиктӱ-Кӧл (от алт. киндык — «пуп», «пуповина», тӱ — аффикс, относительное прилагательное и Кӧл — «озеро») — означает «озеро с пупком», возможно — «озеро с центром».

## Описание
Крупное типичное моренно-подпрудное озеро. Имеет несколько крупных заливов и один остров. Господствующие глубины 3-5 метров. Наибольшей глубины (до 7,5 метров) озеро достигает около подпруживающей морены. Вода прозрачная, дно илистое, минерального происхождения, видно практически на всей акватории озера.

## Данные водного реестра
По данным государственного водного реестра России относится к Верхнеобскому бассейновому округу, водохозяйственный участок реки — Катунь, речной подбассейн реки — Бия и Катунь. Речной бассейн реки — (Верхняя) Обь до впадения Иртыша. Код водного объекта — 13010100311115100000359.